# Härlandavägen
Härlandavägen är en cirka 1 500 meter lång gata, inom stadsdelarna Bagaregården och Kålltorp i östra Göteborg. Den fick sitt namn 1883 efter landeriet Stora Härlanda.
Härlandavägen sträcker sig, från Redbergsplatsen vid mötet med Danska vägen i väster, till Lilla Munkebäcksgatan i öster. Den går norr om Östra kyrkogården till hållplatsen ”Stockholmsgatan”. Därefter går den förbi Härlanda Park till hållplatsen ”Härlanda” och passerar i sin sista del Härlanda kyrka. 
Spårvägen löper längs gatan fram till Torpagatan, med hållplatsen ”Munkebäckstorg” i mitten.